# Volta a San Juan 2023
La Volta a San Juan 2023 fou la 39a edició de la Volta a San Juan. Es va disputar entre el 22 i el 29 de gener de 2022. La cursa formà part del calendari UCI ProSeries 2023, amb una categoria 2.Pro.
La cursa fou guanyada pel colombià Miguel Ángel López (Medellín-EPM), que s'imposà per 30" a Filippo Ganna (Ineos Grenadiers) i en 44" a Sergio Higuita (Bora-Hansgrohe).

## Equips
L'organització convidà a 26 equips: set WorldTeams, cinc ProTeams, deu equips continentals i quatre equips nacionals:
| WorldTeams (7)- Astana Qazaqstan Team - Trek-Segafredo - Soudal Quick-Step - Team DSM - Ineos Grenadiers - Movistar Team - Bora-Hansgrohe ProTeams (5)- Eolo-Kometa - Green Project-Bardiani CSF-Faizanè - Israel-Premier Tech - Team Corratec - TotalEnergies Equips continentals (10)- Medellín-EPM - Chimbas Te Quiero - Panamá es Cultura y Valores - Team Banco Guayaquil - Sindicato de Empleados Públicos de San Juan - AV Fatima-San Juan Biker Motos-Electro 3 - Municipalidad de Pocito - Municipalidad de Rawson - AP Hotels & Resorts-Tavira-SC Farense - Gremios por el Deporte-Cutral Có Equips nacionals (4)- Argentina - Itàlia - Xile - Uruguai |
| |

## Etapes
| Etapa    | Data        | Ciutats d'etapa                                         | type                    | Distància (km) | Vencedor de l'etapa                     | Líder de la general                     |
| -------- | ----------- | ------------------------------------------------------- | ----------------------- | -------------- | --------------------------------------- | --------------------------------------- |
| 1a etapa | 22 de gen   | San Juan de la Frontera – San Juan de la Frontera       | etapa plana             | 143,9          | Sam Bennett                             | Sam Bennett                             |
| 2a etapa | 23 de gen   | San Agustín de Valle Fértil – San José de Jáchal        | etapa plana             | 201,1          | Fabio Jakobsen                          | Sam Bennett                             |
| 3a etapa | 24 de gen   | Circuito San Juan Villicum – Circuito San Juan Villicum | etapa plana             | 170,9          | Quinn Simmons                           | Sam Bennett                             |
| 4a etapa | 25 de gen   | Circuito San Juan Villicum – Barreal                    | etapa de mitja muntanya | 196,5          | Fernando Gaviria Rendón                 | Fernando Gaviria Rendón                 |
|          | 26 de gener | Jornada de descans                                      | Jornada de descans      |                |                                         |                                         |
| 5a etapa | 27 de gen   | Chimbas – Alto del Colorado                             | etapa de muntanya       | 173,7          | Miguel Ángel López Moreno Filippo Ganna | Miguel Ángel López Moreno Filippo Ganna |
| 6a etapa | 28 de gen   | San Juan de la Frontera – San Juan de la Frontera       | etapa plana             | 144,9          | Sam Welsford                            | Miguel Ángel López Moreno Filippo Ganna |
| 7a etapa | 29 de gen   | San Juan de la Frontera – San Juan de la Frontera       | etapa plana             | 112,7          | Sam Welsford                            | Miguel Ángel López Moreno Filippo Ganna |

### Etapa 1
| \| Classificació de l'etapa \| Classificació de l'etapa \| Classificació de l'etapa \| Classificació de l'etapa \| Classificació de l'etapa \| \| Corredor \| Corredor \| Equip \| Temps \| \| \| ------------------------ \| ------------------------ \| ---------------------------------- \| ------------------------ \| ------------------------ \| \| 1r \| Sam Bennett \| Bora-Hansgrohe \| 3h 19' 16" \| \| \| 2n \| Michael Mørkøv \| Soudal Quick-Step \| + 0" \| \| \| 3r \| Giacomo Nizzolo \| Israel-Premier Tech \| + 0" \| \| \| 4t \| Danny van Poppel \| Bora-Hansgrohe \| + 0" \| \| \| 5è \| Gleb Syrica \| Astana Qazaqstan Team \| + 0" \| \| \| 6è \| Elia Viviani \| Ineos Grenadiers \| + 0" \| \| \| 7è \| Peter Sagan \| TotalEnergies \| + 0" \| \| \| 8è \| Jhonatan Narváez Prado \| Ineos Grenadiers \| + 0" \| \| \| 9è \| Enrico Zanoncello \| Green Project-Bardiani CSF-Faizanè \| + 0" \| \| \| 10è \| Attilio Viviani \| Team Corratec \| + 0" \| \| |                        |                                    |            |
| |                        |                                    |            |
| Font: ProCyclingStats |                        |                                    |            |
| Classificació de l'etapa |                        |                                    |            |
| Corredor | Corredor               | Equip                              | Temps      |
| 1r | Sam Bennett            | Bora-Hansgrohe                     | 3h 19' 16" |
| 2n | Michael Mørkøv         | Soudal Quick-Step                  | + 0"       |
| 3r | Giacomo Nizzolo        | Israel-Premier Tech                | + 0"       |
| 4t | Danny van Poppel       | Bora-Hansgrohe                     | + 0"       |
| 5è | Gleb Syrica            | Astana Qazaqstan Team              | + 0"       |
| 6è | Elia Viviani           | Ineos Grenadiers                   | + 0"       |
| 7è | Peter Sagan            | TotalEnergies                      | + 0"       |
| 8è | Jhonatan Narváez Prado | Ineos Grenadiers                   | + 0"       |
| 9è | Enrico Zanoncello      | Green Project-Bardiani CSF-Faizanè | + 0"       |
| 10è | Attilio Viviani        | Team Corratec                      | + 0"       |

| \| Classificació general \| Classificació general \| Classificació general \| Classificació general \| Classificació general \| \| Corredor \| Corredor \| Equip \| Temps \| \| \| --------------------- \| ---------------------- \| ---------------------------------- \| --------------------- \| --------------------- \| \| 1r \| Sam Bennett \| Bora-Hansgrohe \| 3h 19' 06" \| \| \| 2n \| Michael Mørkøv \| Soudal Quick-Step \| + 4" \| \| \| 3r \| Giacomo Nizzolo \| Israel-Premier Tech \| + 6" \| \| \| 4t \| Danny van Poppel \| Bora-Hansgrohe \| + 10" \| \| \| 5è \| Gleb Syrica \| Astana Qazaqstan Team \| + 10" \| \| \| 6è \| Elia Viviani \| Ineos Grenadiers \| + 10" \| \| \| 7è \| Peter Sagan \| TotalEnergies \| + 10" \| \| \| 8è \| Jhonatan Narváez Prado \| Ineos Grenadiers \| + 10" \| \| \| 9è \| Enrico Zanoncello \| Green Project-Bardiani CSF-Faizanè \| + 10" \| \| \| 10è \| Attilio Viviani \| Team Corratec \| + 10" \| \| |                        |                                    |            |
| |                        |                                    |            |
| Font: ProCyclingStats |                        |                                    |            |
| Classificació general |                        |                                    |            |
| Corredor | Corredor               | Equip                              | Temps      |
| 1r | Sam Bennett            | Bora-Hansgrohe                     | 3h 19' 06" |
| 2n | Michael Mørkøv         | Soudal Quick-Step                  | + 4"       |
| 3r | Giacomo Nizzolo        | Israel-Premier Tech                | + 6"       |
| 4t | Danny van Poppel       | Bora-Hansgrohe                     | + 10"      |
| 5è | Gleb Syrica            | Astana Qazaqstan Team              | + 10"      |
| 6è | Elia Viviani           | Ineos Grenadiers                   | + 10"      |
| 7è | Peter Sagan            | TotalEnergies                      | + 10"      |
| 8è | Jhonatan Narváez Prado | Ineos Grenadiers                   | + 10"      |
| 9è | Enrico Zanoncello      | Green Project-Bardiani CSF-Faizanè | + 10"      |
| 10è | Attilio Viviani        | Team Corratec                      | + 10"      |

### Etapa 2
| \| Classificació de l'etapa \| Classificació de l'etapa \| Classificació de l'etapa \| Classificació de l'etapa \| Classificació de l'etapa \| \| Corredor \| Corredor \| Equip \| Temps \| \| \| ------------------------ \| ------------------------ \| ------------------------ \| ------------------------ \| ------------------------ \| \| 1r \| Fabio Jakobsen \| Soudal Quick-Step \| 43h 49' 02" \| \| \| 2n \| Fernando Gaviria Rendón \| Movistar Team \| + 0" \| \| \| 3r \| Jon Aberasturi Izaga \| Trek-Segafredo \| + 0" \| \| \| 4t \| Sam Bennett \| Bora-Hansgrohe \| + 0" \| \| \| 5è \| Nicolás Tivani Pérez \| Team Corratec \| + 0" \| \| \| 6è \| Giacomo Nizzolo \| Israel-Premier Tech \| + 0" \| \| \| 7è \| Tobias Lund Andresen \| Team DSM \| + 0" \| \| \| 8è \| Elia Viviani \| Ineos Grenadiers \| + 0" \| \| \| 9è \| Peter Sagan \| TotalEnergies \| + 0" \| \| \| 10è \| Niklas Märkl \| Team DSM \| + 0" \| \| |                         |                     |             |
| |                         |                     |             |
| Font: ProCyclingStats |                         |                     |             |
| Classificació de l'etapa |                         |                     |             |
| Corredor | Corredor                | Equip               | Temps       |
| 1r | Fabio Jakobsen          | Soudal Quick-Step   | 43h 49' 02" |
| 2n | Fernando Gaviria Rendón | Movistar Team       | + 0"        |
| 3r | Jon Aberasturi Izaga    | Trek-Segafredo      | + 0"        |
| 4t | Sam Bennett             | Bora-Hansgrohe      | + 0"        |
| 5è | Nicolás Tivani Pérez    | Team Corratec       | + 0"        |
| 6è | Giacomo Nizzolo         | Israel-Premier Tech | + 0"        |
| 7è | Tobias Lund Andresen    | Team DSM            | + 0"        |
| 8è | Elia Viviani            | Ineos Grenadiers    | + 0"        |
| 9è | Peter Sagan             | TotalEnergies       | + 0"        |
| 10è | Niklas Märkl            | Team DSM            | + 0"        |

| \| Classificació general \| Classificació general \| Classificació general \| Classificació general \| Classificació general \| \| Corredor \| Corredor \| Equip \| Temps \| \| \| --------------------- \| ----------------------- \| --------------------- \| --------------------- \| --------------------- \| \| 1r \| Sam Bennett \| Bora-Hansgrohe \| 7h 41' 28" \| \| \| 2n \| Fabio Jakobsen \| Soudal Quick-Step \| + 0" \| \| \| 3r \| Fernando Gaviria Rendón \| Movistar Team \| + 4" \| \| \| 4t \| Michael Mørkøv \| Soudal Quick-Step \| + 4" \| \| \| 5è \| Giacomo Nizzolo \| Israel-Premier Tech \| + 6" \| \| \| 6è \| Jon Aberasturi Izaga \| Trek-Segafredo \| + 6" \| \| \| 7è \| Óscar Sevilla Rivera \| Medellín-EPM \| + 6" \| \| \| 8è \| Elia Viviani \| Ineos Grenadiers \| + 10" \| \| \| 9è \| Peter Sagan \| TotalEnergies \| + 10" \| \| \| 10è \| Danny van Poppel \| Bora-Hansgrohe \| + 10" \| \| |                         |                     |            |
| |                         |                     |            |
| Font: ProCyclingStats |                         |                     |            |
| Classificació general |                         |                     |            |
| Corredor | Corredor                | Equip               | Temps      |
| 1r | Sam Bennett             | Bora-Hansgrohe      | 7h 41' 28" |
| 2n | Fabio Jakobsen          | Soudal Quick-Step   | + 0"       |
| 3r | Fernando Gaviria Rendón | Movistar Team       | + 4"       |
| 4t | Michael Mørkøv          | Soudal Quick-Step   | + 4"       |
| 5è | Giacomo Nizzolo         | Israel-Premier Tech | + 6"       |
| 6è | Jon Aberasturi Izaga    | Trek-Segafredo      | + 6"       |
| 7è | Óscar Sevilla Rivera    | Medellín-EPM        | + 6"       |
| 8è | Elia Viviani            | Ineos Grenadiers    | + 10"      |
| 9è | Peter Sagan             | TotalEnergies       | + 10"      |
| 10è | Danny van Poppel        | Bora-Hansgrohe      | + 10"      |

### Etapa 3
| \| Classificació de l'etapa \| Classificació de l'etapa \| Classificació de l'etapa \| Classificació de l'etapa \| Classificació de l'etapa \| \| Corredor \| Corredor \| Equip \| Temps \| \| \| ------------------------ \| ------------------------------- \| ------------------------------------------- \| ------------------------ \| ------------------------ \| \| 1r \| Quinn Simmons \| Trek-Segafredo \| 3h 49' 30" \| \| \| 2n \| Maximiliano Richeze Araquistain \| Argentina \| + 0" \| \| \| 3r \| Sam Bennett \| Bora-Hansgrohe \| + 0" \| \| \| 4t \| Fernando Gaviria Rendón \| Movistar Team \| + 0" \| \| \| 5è \| Giacomo Nizzolo \| Israel-Premier Tech \| + 0" \| \| \| 6è \| Peter Sagan \| TotalEnergies \| + 0" \| \| \| 7è \| Nicolás Tivani Pérez \| Team Corratec \| + 0" \| \| \| 8è \| Yves Lampaert \| Soudal Quick-Step \| + 0" \| \| \| 9è \| Daniel Oss \| TotalEnergies \| + 0" \| \| \| 10è \| Juan Pablo Dotti \| Sindicato de Empleados Públicos de San Juan \| + 0" \| \| |                                 |                                             |            |
| |                                 |                                             |            |
| Font: ProCyclingStats |                                 |                                             |            |
| Classificació de l'etapa |                                 |                                             |            |
| Corredor | Corredor                        | Equip                                       | Temps      |
| 1r | Quinn Simmons                   | Trek-Segafredo                              | 3h 49' 30" |
| 2n | Maximiliano Richeze Araquistain | Argentina                                   | + 0"       |
| 3r | Sam Bennett                     | Bora-Hansgrohe                              | + 0"       |
| 4t | Fernando Gaviria Rendón         | Movistar Team                               | + 0"       |
| 5è | Giacomo Nizzolo                 | Israel-Premier Tech                         | + 0"       |
| 6è | Peter Sagan                     | TotalEnergies                               | + 0"       |
| 7è | Nicolás Tivani Pérez            | Team Corratec                               | + 0"       |
| 8è | Yves Lampaert                   | Soudal Quick-Step                           | + 0"       |
| 9è | Daniel Oss                      | TotalEnergies                               | + 0"       |
| 10è | Juan Pablo Dotti                | Sindicato de Empleados Públicos de San Juan | + 0"       |

| \| Classificació general \| Classificació general \| Classificació general \| Classificació general \| Classificació general \| \| Corredor \| Corredor \| Equip \| Temps \| \| \| --------------------- \| ----------------------- \| --------------------- \| --------------------- \| --------------------- \| \| 1r \| Sam Bennett \| Bora-Hansgrohe \| 11h 30' 54" \| \| \| 2n \| Fabio Jakobsen \| Soudal Quick-Step \| + 6" \| \| \| 3r \| Fernando Gaviria Rendón \| Movistar Team \| + 8" \| \| \| 4t \| Giacomo Nizzolo \| Israel-Premier Tech \| + 10" \| \| \| 5è \| Peter Sagan \| TotalEnergies \| + 14" \| \| \| 6è \| Danny van Poppel \| Bora-Hansgrohe \| + 14" \| \| \| 7è \| Tobias Lund Andresen \| Team DSM \| + 14" \| \| \| 8è \| Nicolás Tivani Pérez \| Team Corratec \| + 14" \| \| \| 9è \| Daniel Oss \| TotalEnergies \| + 14" \| \| \| 10è \| Yves Lampaert \| Soudal Quick-Step \| + 14" \| \| |                         |                     |             |
| |                         |                     |             |
| Font: ProCyclingStats |                         |                     |             |
| Classificació general |                         |                     |             |
| Corredor | Corredor                | Equip               | Temps       |
| 1r | Sam Bennett             | Bora-Hansgrohe      | 11h 30' 54" |
| 2n | Fabio Jakobsen          | Soudal Quick-Step   | + 6"        |
| 3r | Fernando Gaviria Rendón | Movistar Team       | + 8"        |
| 4t | Giacomo Nizzolo         | Israel-Premier Tech | + 10"       |
| 5è | Peter Sagan             | TotalEnergies       | + 14"       |
| 6è | Danny van Poppel        | Bora-Hansgrohe      | + 14"       |
| 7è | Tobias Lund Andresen    | Team DSM            | + 14"       |
| 8è | Nicolás Tivani Pérez    | Team Corratec       | + 14"       |
| 9è | Daniel Oss              | TotalEnergies       | + 14"       |
| 10è | Yves Lampaert           | Soudal Quick-Step   | + 14"       |

### Etapa 4
| \| Classificació de l'etapa \| Classificació de l'etapa \| Classificació de l'etapa \| Classificació de l'etapa \| Classificació de l'etapa \| \| Corredor \| Corredor \| Equip \| Temps \| \| \| ------------------------ \| ------------------------ \| -------------------------------- \| ------------------------ \| ------------------------ \| \| 1r \| Fernando Gaviria Rendón \| Movistar Team \| 4h 35' 27" \| \| \| 2n \| Peter Sagan \| TotalEnergies \| + 0" \| \| \| 3r \| Filippo Ganna \| Ineos Grenadiers \| + 0" \| \| \| 4t \| Yves Lampaert \| Soudal Quick-Step \| + 0" \| \| \| 5è \| Niklas Märkl \| Team DSM \| + 0" \| \| \| 6è \| Brandon Rivera \| Ineos Grenadiers \| + 0" \| \| \| 7è \| Nicolás Tivani Pérez \| Team Corratec \| + 0" \| \| \| 8è \| Quinn Simmons \| Trek-Segafredo \| + 0" \| \| \| 9è \| Laureano Rosas \| Gremios por el Deporte-Cutral Có \| + 0" \| \| \| 10è \| Mathias Vacek \| Trek-Segafredo \| + 0" \| \| |                         |                                  |            |
| |                         |                                  |            |
| Font: ProCyclingStats |                         |                                  |            |
| Classificació de l'etapa |                         |                                  |            |
| Corredor | Corredor                | Equip                            | Temps      |
| 1r | Fernando Gaviria Rendón | Movistar Team                    | 4h 35' 27" |
| 2n | Peter Sagan             | TotalEnergies                    | + 0"       |
| 3r | Filippo Ganna           | Ineos Grenadiers                 | + 0"       |
| 4t | Yves Lampaert           | Soudal Quick-Step                | + 0"       |
| 5è | Niklas Märkl            | Team DSM                         | + 0"       |
| 6è | Brandon Rivera          | Ineos Grenadiers                 | + 0"       |
| 7è | Nicolás Tivani Pérez    | Team Corratec                    | + 0"       |
| 8è | Quinn Simmons           | Trek-Segafredo                   | + 0"       |
| 9è | Laureano Rosas          | Gremios por el Deporte-Cutral Có | + 0"       |
| 10è | Mathias Vacek           | Trek-Segafredo                   | + 0"       |

| \| Classificació general \| Classificació general \| Classificació general \| Classificació general \| Classificació general \| \| Corredor \| Corredor \| Equip \| Temps \| \| \| --------------------- \| ----------------------- \| ------------------------------------------- \| --------------------- \| --------------------- \| \| 1r \| Fernando Gaviria Rendón \| Movistar Team \| 16h 06' 19" \| \| \| 2n \| Peter Sagan \| TotalEnergies \| + 10" \| \| \| 3r \| Juan Pablo Dotti \| Sindicato de Empleados Públicos de San Juan \| + 13" \| \| \| 4t \| Filippo Ganna \| Ineos Grenadiers \| + 14" \| \| \| 5è \| Nicolás Tivani Pérez \| Team Corratec \| + 16" \| \| \| 6è \| Tobias Lund Andresen \| Team DSM \| + 16" \| \| \| 7è \| Daniel Oss \| TotalEnergies \| + 16" \| \| \| 8è \| Yves Lampaert \| Soudal Quick-Step \| + 16" \| \| \| 9è \| Mathias Vacek \| Trek-Segafredo \| + 16" \| \| \| 10è \| Óscar Sevilla Rivera \| Medellín-EPM \| + 16" \| \| |                         |                                             |             |
| |                         |                                             |             |
| Font: ProCyclingStats |                         |                                             |             |
| Classificació general |                         |                                             |             |
| Corredor | Corredor                | Equip                                       | Temps       |
| 1r | Fernando Gaviria Rendón | Movistar Team                               | 16h 06' 19" |
| 2n | Peter Sagan             | TotalEnergies                               | + 10"       |
| 3r | Juan Pablo Dotti        | Sindicato de Empleados Públicos de San Juan | + 13"       |
| 4t | Filippo Ganna           | Ineos Grenadiers                            | + 14"       |
| 5è | Nicolás Tivani Pérez    | Team Corratec                               | + 16"       |
| 6è | Tobias Lund Andresen    | Team DSM                                    | + 16"       |
| 7è | Daniel Oss              | TotalEnergies                               | + 16"       |
| 8è | Yves Lampaert           | Soudal Quick-Step                           | + 16"       |
| 9è | Mathias Vacek           | Trek-Segafredo                              | + 16"       |
| 10è | Óscar Sevilla Rivera    | Medellín-EPM                                | + 16"       |

### Etapa 5
| \| Classificació de l'etapa \| Classificació de l'etapa \| Classificació de l'etapa \| Classificació de l'etapa \| Classificació de l'etapa \| \| Corredor \| Corredor \| Equip \| Temps \| \| \| ------------------------ \| -------------------------- \| ------------------------------------------- \| ------------------------ \| ------------------------ \| \| 1r \| Miguel Ángel López Moreno \| Medellín-EPM \| DQ \| \| \| 1r \| Filippo Ganna \| Ineos Grenadiers \| + 30" \| \| \| 3r \| Sergio Higuita García \| Bora-Hansgrohe \| + 38" \| \| \| 4t \| Egan Bernal Gómez \| Ineos Grenadiers \| + 40" \| \| \| 5è \| Einer Rubio \| Movistar Team \| + 40" \| \| \| 6è \| Brandon Rivera \| Ineos Grenadiers \| + 51" \| \| \| 7è \| Remco Evenepoel \| Soudal Quick-Step \| + 1' 09" \| \| \| 8è \| Nicolás Paredes Avellaneda \| Sindicato de Empleados Públicos de San Juan \| + 1' 09" \| \| \| 9è \| Kevin Vermaerke \| Team DSM \| + 1' 11" \| \| \| 10è \| Quinn Simmons \| Trek-Segafredo \| + 1' 31" \| \| |                            |                                             |          |
| |                            |                                             |          |
| Font: ProCyclingStats |                            |                                             |          |
| Classificació de l'etapa |                            |                                             |          |
| Corredor | Corredor                   | Equip                                       | Temps    |
| 1r | Miguel Ángel López Moreno  | Medellín-EPM                                | DQ       |
| 1r | Filippo Ganna              | Ineos Grenadiers                            | + 30"    |
| 3r | Sergio Higuita García      | Bora-Hansgrohe                              | + 38"    |
| 4t | Egan Bernal Gómez          | Ineos Grenadiers                            | + 40"    |
| 5è | Einer Rubio                | Movistar Team                               | + 40"    |
| 6è | Brandon Rivera             | Ineos Grenadiers                            | + 51"    |
| 7è | Remco Evenepoel            | Soudal Quick-Step                           | + 1' 09" |
| 8è | Nicolás Paredes Avellaneda | Sindicato de Empleados Públicos de San Juan | + 1' 09" |
| 9è | Kevin Vermaerke            | Team DSM                                    | + 1' 11" |
| 10è | Quinn Simmons              | Trek-Segafredo                              | + 1' 31" |

| \| Classificació general \| Classificació general \| Classificació general \| Classificació general \| Classificació general \| \| Corredor \| Corredor \| Equip \| Temps \| \| \| --------------------- \| -------------------------- \| ------------------------------------------- \| --------------------- \| --------------------- \| \| 1r \| Miguel Ángel López Moreno \| Medellín-EPM \| DQ \| \| \| 1r \| Filippo Ganna \| Ineos Grenadiers \| + 30" \| \| \| 3r \| Sergio Higuita García \| Bora-Hansgrohe \| + 44" \| \| \| 4t \| Egan Bernal Gómez \| Ineos Grenadiers \| + 50" \| \| \| 5è \| Einer Rubio \| Movistar Team \| + 50" \| \| \| 6è \| Brandon Rivera \| Ineos Grenadiers \| + 1' 01" \| \| \| 7è \| Nicolás Paredes Avellaneda \| Sindicato de Empleados Públicos de San Juan \| + 1' 19" \| \| \| 8è \| Remco Evenepoel \| Soudal Quick-Step \| + 1' 19" \| \| \| 9è \| Kevin Vermaerke \| Team DSM \| + 1' 30" \| \| \| 10è \| Matthew Riccitello \| Israel-Premier Tech \| + 1' 41" \| \| |                            |                                             |          |
| |                            |                                             |          |
| Font: ProCyclingStats |                            |                                             |          |
| Classificació general |                            |                                             |          |
| Corredor | Corredor                   | Equip                                       | Temps    |
| 1r | Miguel Ángel López Moreno  | Medellín-EPM                                | DQ       |
| 1r | Filippo Ganna              | Ineos Grenadiers                            | + 30"    |
| 3r | Sergio Higuita García      | Bora-Hansgrohe                              | + 44"    |
| 4t | Egan Bernal Gómez          | Ineos Grenadiers                            | + 50"    |
| 5è | Einer Rubio                | Movistar Team                               | + 50"    |
| 6è | Brandon Rivera             | Ineos Grenadiers                            | + 1' 01" |
| 7è | Nicolás Paredes Avellaneda | Sindicato de Empleados Públicos de San Juan | + 1' 19" |
| 8è | Remco Evenepoel            | Soudal Quick-Step                           | + 1' 19" |
| 9è | Kevin Vermaerke            | Team DSM                                    | + 1' 30" |
| 10è | Matthew Riccitello         | Israel-Premier Tech                         | + 1' 41" |

### Etapa 6
| \| Classificació de l'etapa \| Classificació de l'etapa \| Classificació de l'etapa \| Classificació de l'etapa \| Classificació de l'etapa \| \| Corredor \| Corredor \| Equip \| Temps \| \| \| ------------------------ \| ------------------------ \| ---------------------------------- \| ------------------------ \| ------------------------ \| \| 1r \| Sam Welsford \| Team DSM \| 3h 03' 39" \| \| \| 2n \| Sam Bennett \| Bora-Hansgrohe \| + 0" \| \| \| 3r \| Fernando Gaviria Rendón \| Movistar Team \| + 0" \| \| \| 4t \| Fabio Jakobsen \| Soudal Quick-Step \| + 0" \| \| \| 5è \| Attilio Viviani \| Team Corratec \| + 0" \| \| \| 6è \| Peter Sagan \| TotalEnergies \| + 0" \| \| \| 7è \| Gleb Syrica \| Astana Qazaqstan Team \| + 0" \| \| \| 8è \| Elia Viviani \| Ineos Grenadiers \| + 0" \| \| \| 9è \| Enrico Zanoncello \| Green Project-Bardiani CSF-Faizanè \| + 0" \| \| \| 10è \| Mattia Pinazzi \| Itàlia \| + 0" \| \| |                         |                                    |            |
| |                         |                                    |            |
| Font: ProCyclingStats |                         |                                    |            |
| Classificació de l'etapa |                         |                                    |            |
| Corredor | Corredor                | Equip                              | Temps      |
| 1r | Sam Welsford            | Team DSM                           | 3h 03' 39" |
| 2n | Sam Bennett             | Bora-Hansgrohe                     | + 0"       |
| 3r | Fernando Gaviria Rendón | Movistar Team                      | + 0"       |
| 4t | Fabio Jakobsen          | Soudal Quick-Step                  | + 0"       |
| 5è | Attilio Viviani         | Team Corratec                      | + 0"       |
| 6è | Peter Sagan             | TotalEnergies                      | + 0"       |
| 7è | Gleb Syrica             | Astana Qazaqstan Team              | + 0"       |
| 8è | Elia Viviani            | Ineos Grenadiers                   | + 0"       |
| 9è | Enrico Zanoncello       | Green Project-Bardiani CSF-Faizanè | + 0"       |
| 10è | Mattia Pinazzi          | Itàlia                             | + 0"       |

| \| Classificació general \| Classificació general \| Classificació general \| Classificació general \| Classificació general \| \| Corredor \| Corredor \| Equip \| Temps \| \| \| --------------------- \| -------------------------- \| ------------------------------------------- \| --------------------- \| --------------------- \| \| 1r \| Miguel Ángel López Moreno \| Medellín-EPM \| DQ \| \| \| 1r \| Filippo Ganna \| Ineos Grenadiers \| + 30" \| \| \| 3r \| Sergio Higuita García \| Bora-Hansgrohe \| + 44" \| \| \| 4t \| Einer Rubio \| Movistar Team \| + 50" \| \| \| 5è \| Brandon Rivera \| Ineos Grenadiers \| + 1' 01" \| \| \| 6è \| Nicolás Paredes Avellaneda \| Sindicato de Empleados Públicos de San Juan \| + 1' 19" \| \| \| 7è \| Remco Evenepoel \| Soudal Quick-Step \| + 1' 19" \| \| \| 8è \| Kevin Vermaerke \| Team DSM \| + 1' 30" \| \| \| 9è \| Matthew Riccitello \| Israel-Premier Tech \| + 1' 41" \| \| \| 10è \| Quinn Simmons \| Trek-Segafredo \| + 1' 46" \| \| |                            |                                             |          |
| |                            |                                             |          |
| Font: ProCyclingStats |                            |                                             |          |
| Classificació general |                            |                                             |          |
| Corredor | Corredor                   | Equip                                       | Temps    |
| 1r | Miguel Ángel López Moreno  | Medellín-EPM                                | DQ       |
| 1r | Filippo Ganna              | Ineos Grenadiers                            | + 30"    |
| 3r | Sergio Higuita García      | Bora-Hansgrohe                              | + 44"    |
| 4t | Einer Rubio                | Movistar Team                               | + 50"    |
| 5è | Brandon Rivera             | Ineos Grenadiers                            | + 1' 01" |
| 6è | Nicolás Paredes Avellaneda | Sindicato de Empleados Públicos de San Juan | + 1' 19" |
| 7è | Remco Evenepoel            | Soudal Quick-Step                           | + 1' 19" |
| 8è | Kevin Vermaerke            | Team DSM                                    | + 1' 30" |
| 9è | Matthew Riccitello         | Israel-Premier Tech                         | + 1' 41" |
| 10è | Quinn Simmons              | Trek-Segafredo                              | + 1' 46" |

### Etapa 7
| \| Classificació de l'etapa \| Classificació de l'etapa \| Classificació de l'etapa \| Classificació de l'etapa \| Classificació de l'etapa \| \| Corredor \| Corredor \| Equip \| Temps \| \| \| ------------------------ \| ------------------------ \| ---------------------------------- \| ------------------------ \| ------------------------ \| \| 1r \| Sam Welsford \| Team DSM \| 2h 23' 41" \| \| \| 2n \| Fabio Jakobsen \| Soudal Quick-Step \| + 0" \| \| \| 3r \| Giacomo Nizzolo \| Israel-Premier Tech \| + 0" \| \| \| 4t \| Ievgueni Guiditx \| Astana Qazaqstan Team \| + 0" \| \| \| 5è \| Danny van Poppel \| Bora-Hansgrohe \| + 0" \| \| \| 6è \| Attilio Viviani \| Team Corratec \| + 0" \| \| \| 7è \| Giovanni Lonardi \| Eolo-Kometa \| + 0" \| \| \| 8è \| Peter Sagan \| TotalEnergies \| + 0" \| \| \| 9è \| Jon Aberasturi Izaga \| Trek-Segafredo \| + 0" \| \| \| 10è \| Enrico Zanoncello \| Green Project-Bardiani CSF-Faizanè \| + 0" \| \| |                      |                                    |            |
| |                      |                                    |            |
| Font: ProCyclingStats |                      |                                    |            |
| Classificació de l'etapa |                      |                                    |            |
| Corredor | Corredor             | Equip                              | Temps      |
| 1r | Sam Welsford         | Team DSM                           | 2h 23' 41" |
| 2n | Fabio Jakobsen       | Soudal Quick-Step                  | + 0"       |
| 3r | Giacomo Nizzolo      | Israel-Premier Tech                | + 0"       |
| 4t | Ievgueni Guiditx     | Astana Qazaqstan Team              | + 0"       |
| 5è | Danny van Poppel     | Bora-Hansgrohe                     | + 0"       |
| 6è | Attilio Viviani      | Team Corratec                      | + 0"       |
| 7è | Giovanni Lonardi     | Eolo-Kometa                        | + 0"       |
| 8è | Peter Sagan          | TotalEnergies                      | + 0"       |
| 9è | Jon Aberasturi Izaga | Trek-Segafredo                     | + 0"       |
| 10è | Enrico Zanoncello    | Green Project-Bardiani CSF-Faizanè | + 0"       |

## Classificació final
| \| Classificació general \| Classificació general \| Classificació general \| Classificació general \| Classificació general \| \| Corredor \| Corredor \| Equip \| Temps \| \| \| --------------------- \| -------------------------- \| ------------------------------------------- \| --------------------- \| --------------------- \| \| 1r \| Miguel Ángel López Moreno \| Medellín-EPM \| DQ \| \| \| 1r \| Filippo Ganna \| Ineos Grenadiers \| + 30" \| \| \| 2n \| Sergio Higuita García \| Bora-Hansgrohe \| + 44" \| \| \| 3r \| Einer Rubio \| Movistar Team \| + 50" \| \| \| 4t \| Brandon Rivera \| Ineos Grenadiers \| + 1' 01" \| \| \| 5è \| Nicolás Paredes Avellaneda \| Sindicato de Empleados Públicos de San Juan \| + 1' 19" \| \| \| 6è \| Remco Evenepoel \| Soudal Quick-Step \| + 1' 19" \| \| \| 7è \| Kevin Vermaerke \| Team DSM \| + 1' 30" \| \| \| 8è \| Quinn Simmons \| Trek-Segafredo \| + 1' 46" \| \| \| 8è \| Matthew Riccitello \| Israel-Premier Tech \| + 1' 41" \| \| \| 10è \| Leandro Messineo \| Chimbas Te Quiero \| + 1' 56" \| \| \| 12è \| Nicolás Tivani Pérez \| Team Corratec \| + 1' 59" \| \| \| 13è \| Oier Lazkano López \| Movistar Team \| + 2' 00" \| \| \| 14è \| Juan Pablo Dotti \| Sindicato de Empleados Públicos de San Juan \| + 2' 05" \| \| \| 15è \| Steff Cras \| TotalEnergies \| + 2' 11" \| \| \| 16è \| Vicente Rojas \| Xile \| + 2' 12" \| \| \| 17è \| Abner González \| Movistar Team \| + 2' 12" \| \| \| 18è \| Harold Tejada \| Astana Qazaqstan Team \| + 2' 16" \| \| \| 19è \| Marco Frigo \| Israel-Premier Tech \| + 2' 18" \| \| \| 20è \| Yves Lampaert \| Soudal Quick-Step \| + 2' 28" \| \| |                            |                                             |          |
| |                            |                                             |          |
| Font: ProCyclingStats |                            |                                             |          |
| Classificació general |                            |                                             |          |
| Corredor | Corredor                   | Equip                                       | Temps    |
| 1r | Miguel Ángel López Moreno  | Medellín-EPM                                | DQ       |
| 1r | Filippo Ganna              | Ineos Grenadiers                            | + 30"    |
| 2n | Sergio Higuita García      | Bora-Hansgrohe                              | + 44"    |
| 3r | Einer Rubio                | Movistar Team                               | + 50"    |
| 4t | Brandon Rivera             | Ineos Grenadiers                            | + 1' 01" |
| 5è | Nicolás Paredes Avellaneda | Sindicato de Empleados Públicos de San Juan | + 1' 19" |
| 6è | Remco Evenepoel            | Soudal Quick-Step                           | + 1' 19" |
| 7è | Kevin Vermaerke            | Team DSM                                    | + 1' 30" |
| 8è | Quinn Simmons              | Trek-Segafredo                              | + 1' 46" |
| 8è | Matthew Riccitello         | Israel-Premier Tech                         | + 1' 41" |
| 10è | Leandro Messineo           | Chimbas Te Quiero                           | + 1' 56" |
| 12è | Nicolás Tivani Pérez       | Team Corratec                               | + 1' 59" |
| 13è | Oier Lazkano López         | Movistar Team                               | + 2' 00" |
| 14è | Juan Pablo Dotti           | Sindicato de Empleados Públicos de San Juan | + 2' 05" |
| 15è | Steff Cras                 | TotalEnergies                               | + 2' 11" |
| 16è | Vicente Rojas              | Xile                                        | + 2' 12" |
| 17è | Abner González             | Movistar Team                               | + 2' 12" |
| 18è | Harold Tejada              | Astana Qazaqstan Team                       | + 2' 16" |
| 19è | Marco Frigo                | Israel-Premier Tech                         | + 2' 18" |
| 20è | Yves Lampaert              | Soudal Quick-Step                           | + 2' 28" |

### Classificacions secundàries

#### Classificació de la muntanya
| Classificació de la muntanya | Classificació de la muntanya | Classificació de la muntanya                | Classificació de la muntanya | Classificació de la muntanya |
| Corredor                     | Corredor                     | Equip                                       | Punts                        |                              |
| ---------------------------- | ---------------------------- | ------------------------------------------- | ---------------------------- | ---------------------------- |
| 1r                           | Manuele Tarozzi              | Green Project-Bardiani CSF-Faizanè          | 24 pts                       |                              |
| 2n                           | Christofer Jurado            | Panamá es Cultura y Valores                 | 19 pts                       |                              |
| 3r                           | Juan Pablo Dotti             | Sindicato de Empleados Públicos de San Juan | 14 pts                       |                              |
| 4t                           | Miguel Ángel López Moreno    | Medellín-EPM                                | DQ                           |                              |
| 4t                           | Filippo Ganna                | Ineos Grenadiers                            | 8 pts                        |                              |
| 5è                           | Marcos Méndez                | Argentina                                   | 8 pts                        |                              |
| 6è                           | Sergio Higuita García        | Bora-Hansgrohe                              | 6 pts                        |                              |
| 7è                           | Stefano Gandin               | Team Corratec                               | 6 pts                        |                              |
| 8è                           | Emiliano Contreras           | Chimbas Te Quiero                           | 4 pts                        |                              |
| 9è                           | Leandro Messineo             | Chimbas Te Quiero                           | 4 pts                        |                              |

#### Classificació dels joves
| Classificació del millor jove | Classificació del millor jove | Classificació del millor jove      | Classificació del millor jove | Classificació del millor jove |
| Corredor                      | Corredor                      | Equip                              | Temps                         |                               |
| ----------------------------- | ----------------------------- | ---------------------------------- | ----------------------------- | ----------------------------- |
| 1r                            | Matthew Riccitello            | Israel-Premier Tech                | 25h 42' 38"                   |                               |
| 2n                            | Quinn Simmons                 | Trek-Segafredo                     | + 5"                          |                               |
| 3r                            | Vicente Rojas                 | Xile                               | + 31"                         |                               |
| 4t                            | Mathias Vacek                 | Trek-Segafredo                     | + 2' 41"                      |                               |
| 5è                            | Marco Brenner                 | Team DSM                           | + 7' 29"                      |                               |
| 6è                            | Tobias Lund Andresen          | Team DSM                           | + 9' 04"                      |                               |
| 7è                            | Vinicius Rangel Costa         | Movistar Team                      | + 12' 24"                     |                               |
| 8è                            | Rodrigo Díaz                  | Municipalidad de Rawson            | + 19' 42"                     |                               |
| 9è                            | Héctor Quintana               | Xile                               | + 23' 17"                     |                               |
| 10è                           | Iker Bonillo                  | Green Project-Bardiani CSF-Faizanè | + 27' 40"                     |                               |

#### Classificació per équips
| Classificació per equips | Classificació per equips           | Classificació per equips | Classificació per equips |
| Equip                    | Equip                              | Temps                    |                          |
| ------------------------ | ---------------------------------- | ------------------------ | ------------------------ |
| 1r                       | Ineos Grenadiers                   | 77h 05' 22"              |                          |
| 2n                       | Movistar Team                      | + 2' 20"                 |                          |
| 3r                       | Medellín-EPM                       | + 3' 04"                 |                          |
| 4t                       | Soudal Quick-Step                  | + 4' 05"                 |                          |
| 5è                       | Green Project-Bardiani CSF-Faizanè | + 5' 21"                 |                          |

## Evolució e les classificacions
| Etapa                  | Vencedor               | Classificació general | Classificació de la muntanya | Classificació dels esprints | Classificació dels joves | Classificació per equips |
| ---------------------- | ---------------------- | --------------------- | ---------------------------- | --------------------------- | ------------------------ | ------------------------ |
| 1                      | Sam Bennett            | Sam Bennett           | Christofer Jurado            | Leonardo Cobarrubia         | Tobias Lund Andresen     | Bora-Hansgrohe           |
| 2                      | Fabio Jakobsen         | Sam Bennett           | Tomás Contte                 | Gerardo Tivani              | Tobias Lund Andresen     | Team DSM                 |
| 3                      | Quinn Simmons          | Sam Bennett           | Tomás Contte                 | Daniel Juárez               | Tobias Lund Andresen     | Bora-Hansgrohe           |
| 4                      | Fernando Gaviria       | Fernando Gaviria      | Manuele Tarozzi              | Gerardo Tivani              | Tobias Lund Andresen     | Team TotalEnergies       |
| 5                      | Miguel Ángel López     | Miguel Ángel López    | Manuele Tarozzi              | Gerardo Tivani              | Matthew Riccitello       | Ineos Grenadiers         |
| 6                      | Sam Welsford           | Miguel Ángel López    | Manuele Tarozzi              | Gerardo Tivani              | Matthew Riccitello       | Ineos Grenadiers         |
| 7                      | Sam Welsford           | Miguel Ángel López    | Manuele Tarozzi              | Gerardo Tivani              | Matthew Riccitello       | Ineos Grenadiers         |
| Classificacions finals | Classificacions finals | Miguel Ángel López    | Manuele Tarozzi              | Gerardo Tivani              | Matthew Riccitello       | Ineos Grenadiers         |